# Деревна ропуха
Деревна ропуха (Pedostibes) — рід земноводних родини Ропухові ряду Безхвості. Має 5 видів.

## Опис
Загальна довжина представників цього роду коливається від 3 до 11 см. Спостерігається статевий диморфізм: самиці більші за самців. Голова масивна, морда коротка. Очі великі з горизонтальними зіницями. Паротиди невеликі. Плеснові кістки поєднані. Лапи наділені плавальними перетинками. Забарвлення зелене або буре з різними відтінками. На тулубі можуть бути плямочки або цяточки переважно світлого кольору.

## Спосіб життя
Полюбляють вологі ліси, рівнинні місцини уздовж річок. Зустрічається у горах на висоті до 2500 м над рівнем моря. Єдині з представників своєї родини мешкають на деревах. Можуть забиратися до 6 м уверх. Активні вночі. Живляться безхребетними.
Це яйцекладні амфібії.

## Розповсюдження
Мешкають на півдні Таїланду, в Малайзії, на островах Суматра й Калімантан (Індонезія). Зустрічаються також в Індії (Меґхалая, Західні Гати).

## Види
- Pedostibes everetti
- Pedostibes hosii
- Pedostibes kempi
- Pedostibes rugosus
- Pedostibes tuberculosus